# Johann Voldemar Jannsen
Johann Voldemar Jannsen, né le 16 mai 1819 à Vändra (gouvernement de Livonie) et mort le 13 juillet 1890 à Tartu (comté de Tartu), est un poète et journaliste estonien.

## Biographie
Figure centrale du Mouvement d'éveil national estonien, le 5 juin 1857, il participe à  la première édition du journal Perno Postimees à Pärnu marquant le début du journalisme en langue estonienne.
De 1857 à 1863, Jannsen travaille comme rédacteur en chef et journaliste du Pärnu Postimees (nouveau nom du Perno Postimees), il est en même temps instituteur dans une école primaire de Pärnu.
Ce quotidien a beaucoup participé à l'éveil d'une conscience nationale estonienne.
En 1863, Jannsen s'installe à Tartu où il commence à publier un nouveau journal Eesti Postimees, dont le contenu est similaire à celui de Pärnu Postimees
.
En 1891, le journal est renommé Postimees.
Jannsen organise le premier Festival estonien de la Chanson en 1869 et le second en 1879 à Tartu.
Écrivain prolifique, il écrivit également les paroles de l'hymne national estonien.
Il est le père de Lydia Koidula.

## Reconnaissance
Le mémorial de Jannsen a été inauguré à Pärnu le 1er juin 2007 à l'initiative des journaux Pärnu Postimees et Postimees et avec le soutien du gouvernement estonien pour célébrer les 150 ans du journalisme en langue estonienne.
La statue est l'œuvre du sculpteur Mati Karmin.

## Galerie

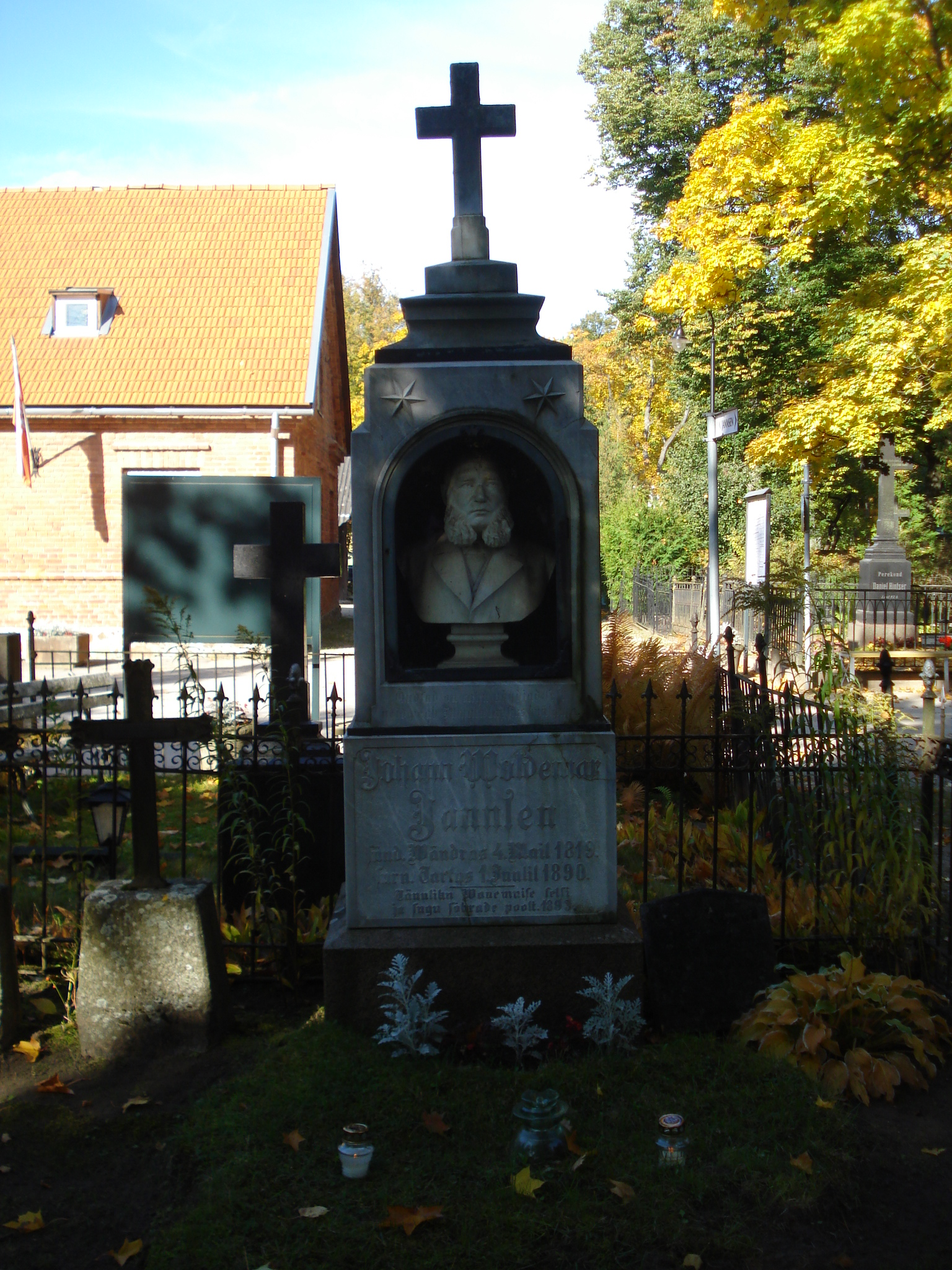
Tombe de Jannsen à Tartu.